# Natjaśastra

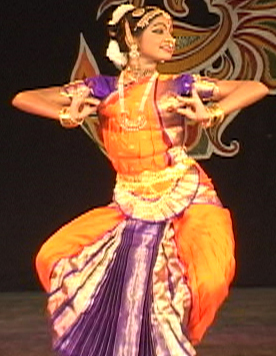
Bharatanatyam

Natjaśastra,  pełna nazwa Bharata Natjaśastra – traktat dotyczący teatru, tańca i muzyki, spisany przez mędrca Bharatę, jak wierzą hinduiści, natchnionego przez Brahmę, przechowywany w bibliotekach w Tandżore i Malabar (Indie). Został spisany między II w. p.n.e. a II w. n.e. Klasyczny taniec hinduski w swej najczystszej formie bazuje na naukach pochodzących z tego traktatu. Jedynym zachowanym do dziś klasycznym teatrem indyjskim odwołującym się do traktatu jest pochodzące z Kerali Kudijattam.